# Orkhon (tỉnh)
Orkhon (tiếng Mông Cổ: Орхон аймаг) là một trong 21 aimag (tỉnh) của Mông Cổ, nằm tại phía bắc của đất nước. Tỉnh lị là Erdenet. Tên của tỉnh bắt nguồn từ sông Orkhon.
Orkhon được tách ra từ tỉnh Bulgan vào năm 1994, để thành lập một thực thể mới với thủ phủ là Erdenet, trước đây vốn là một đô thị tự trị cấp trung ương.

## Hành chính

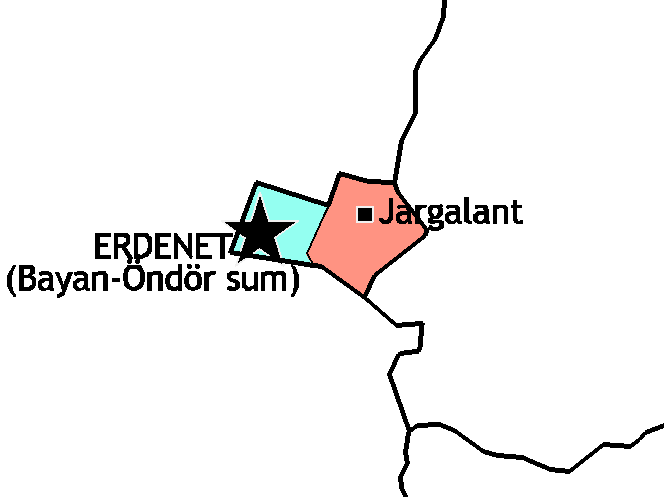
Các sum của Orkhon

| Sum          | Tiếng Mông Cổ | Diện tích km² | Dân số (2004) | Dân số (2006) | Dân số (2008) | Dân số (2009) | Density /km² |
| ------------ | ------------- | ------------- | ------------- | ------------- | ------------- | ------------- | ------------ |
| Bayan-Öndör* | Баян-Өндөр    | 208,0         | 80.858        | 83.160        | 86.866        | 88.046        | 423,30       |
| Jargalant    | Жаргалант     | 635,6         | 2.733         | 3.125         | 3.009         | 3.166         | 4,98         |

* - Bao gồm tỉnh lị Erdenet